# Pico Bolívar
Pico Bolívar là ngọn núi cao nhất ở Venezuela.
Pico Bolívar có độ cao 4.978 m (16.332 ft) , thuộc bang Mérida. Đỉnh được bao phủ băng tuyết vĩnh cửu trẻ (névé) và có ba sông băng nhỏ. Đỉnh được đặt tên theo tên của người anh hùng độc lập Venezuela là Simon Bolívar.
Pico Bolívar nằm trên ngọn núi mà trước đây được gọi là La Columna, bên cạnh El León (4.743 m) và El Toro (4.695 m). Tên Pico Bolívar được Tulio Febres Cordero đề xuất năm 1925, và chính thức được đổi tên này vào ngày 30/12/1934.
Hiện tại chỉ có thể leo tới đỉnh bằng đi bộ. Đường xe cáp treo Mérida (Mérida cable car), vốn là đường cáp treo cao nhất thế giới, chỉ đến Pico Espejo. Từ đó có thể leo lên đến Pico Bolívar.